# Moviestar (Lied)
Moviestar ist ein Popsong des schwedischen Sängers Harpo aus dem Jahr 1975. Das Lied handelt von einem erfolglosen Schauspieler, der sich selbst als Filmstar sieht. Es ist das bekannteste Lied Harpos und wurde 1976 zum Nummer-eins-Hit in zahlreichen Ländern.

## Text und Musik
Moviestar handelt von einem Schauspieler, der sich in diversen Posen vorkommt wie Steve McQueen, James Bond oder James Dean, obwohl er in Wahrheit lediglich einen Fernseh-Werbespot gedreht hat. Tagsüber arbeitet er in einem Lebensmittelgeschäft, bis er endlich genug Geld gespart hat, um nach Schweden zu reisen, wo ihn Ingmar Bergman gar nicht erst empfängt. Dennoch will er nicht wahrhaben, dass sich all seine Träume in Luft auflösen, und hält sich weiter für einen Filmstar.
Das schwedische Fernsehen dokumentierte die Entstehung des Liedes, bei der nacheinander Gitarre mit Bass, Schlagzeug, Keyboard, ein Streichorchester, Triangel, zwei weibliche Backgroundstimmen für den Refrain sowie Harpos Leadstimme aufgenommen wurden. Eine der beiden Backgroundsängerinnen war Anni-Frid Lyngstad, bekannt als Frida von ABBA. Produziert wurde das Lied von Bengt Palmers. Für Raimund Wagner ist das Ergebnis „der fröhliche Sommer-Song“ des Jahres 1976.

## Geschichte
Harpo, der zu Beginn seiner Karriere als Schauspieler gearbeitet hatte, hatte schon an der Schauspielschule diverse Möchtegern-Stars erlebt. Den konkreten Anlass zum Lied gab ihm allerdings ein nicht namentlich genannter Freund. Er schrieb das Lied im Winter in seiner Wohnung in Stockholm, wo er mit seiner Gitarre am Fenster saß. Harpos Produzent lehnte das Lied ab, doch als das schwedische Fernsehen in einem Bericht über den lokal erfolgreichen Sänger die Entstehung einer Plattenaufnahme dokumentieren wollte, griff dieser auf den ausgemusterten Song Moviestar zurück. Die Fernsehdokumentation trug laut Roger Lindhorst zur Popularität des Liedes in Schweden bei. Vom 16. Februar 1976 an erreichte das Lied vier Wochen Platz eins der schwedischen Charts.
Auch außerhalb Schwedens wurde Moviestar zu einem der bekanntesten Hits der 1970er Jahre. Am 2. Februar 1976 erreichte es Platz eins der deutschen Singlecharts. Es blieb vier Wochen auf Platz eins und hielt sich insgesamt 31 Wochen in den Charts, davon 17 Wochen unter den Top 5. In der Schweiz blieb das Lied fünf Wochen auf Platz eins, in Österreich eine Woche auf Position eins, in Norwegen hielt der Song elf Wochen den Spitzenplatz.
Zu einem Revival des Liedes in den schwedischen Charts kam es 1997/98 durch einen Werbespot des Automobilherstellers Nissan. Noch 2002 wählten die Hörer von WDR 2 im Rahmen der Sendung WDR 200 Moviestar auf Position 149 der besten Musiktitel aller Zeiten.

## Coverversionen
Bernhard Brink nahm 1976 eine deutschsprachige Coverversion mit dem Titel Music Star auf. Auch Christoffer brachte 1976 Music Star auf den Markt und trat damit in der ZDF Hitparade auf. Eine weitere Coverversion veröffentlichte die deutsch-französische Band Stereo Total 1995 auf ihrem Album Oh Ah.